# Esanthelphusa fangensis
Esanthelphusa fangensis is een krabbensoort uit de familie van de Gecarcinucidae. De wetenschappelijke naam van de soort is voor het eerst geldig gepubliceerd in 1987 door Naiyanetr.